# Castel Volturno
Castel Volturno es un municipio situado en la provincia de Caserta, en la región de Campania (Italia). Se extiende a ambos lados de la desembocadura del río Volturno, a unos 40 km al norte de Nápoles.

## Demografía
| Gráfica de evolución demográfica de Castel Volturno entre 1861 y |
|                                                                  |
| Fuente ISTAT - elaboración gráfica de Wikipedia                  |

Las estadísticas demográficas contabilizan 15% de inmigrantes, pero se estima que de una población total de casi 30.000 habitantes, habría 20.000 inmigrantes de los que 15.000 se encontrarían en situación irregular.

## En la cultura
Castel Volturno ha sido la localización escogida por dos directores de cine para tres de sus películas: Matteo Garrone rodó allí L'imbalsamatore, Gomorra y Dogman, y Edoardo De Angelis rodó Perez, Indivisibili e Il vizio della speranza.
En Castel Volturno falleció la cantante sudafricana Miriam Makeba en 2008, tras un concierto contra el racismo y la mafia dedicado al escritor italiano Roberto Saviano, amenazado por la Camorra.